# Isabel Alves
Isabel Alves est une chercheuse française en biophysique à l'Institut de chimie et biologie des membranes et nano-objets de Bordeaux.

## Récompenses et distinctions
- Médaille de bronze du CNRS (2013)[2]